# Izagaondoa
Izagaondoa település Spanyolországban, Navarra autonóm közösségben. Izagaondoa Aranguren, Unciti, Ibargoiti, Urraúl Bajo, Lónguida – Longida és Urroz községekkel határos. Lakosainak száma 159 fő (2024).

## Népesség
A település népessége az elmúlt években az alábbi módon változott:
| Lakosok száma | 157  | 172  | 167  | 180  | 178  | 180  | 176  | 176  | 172  | 159  |
|               | 2001 | 2004 | 2006 | 2009 | 2011 | 2014 | 2016 | 2019 | 2021 | 2024 |